# Bahrain International Circuit

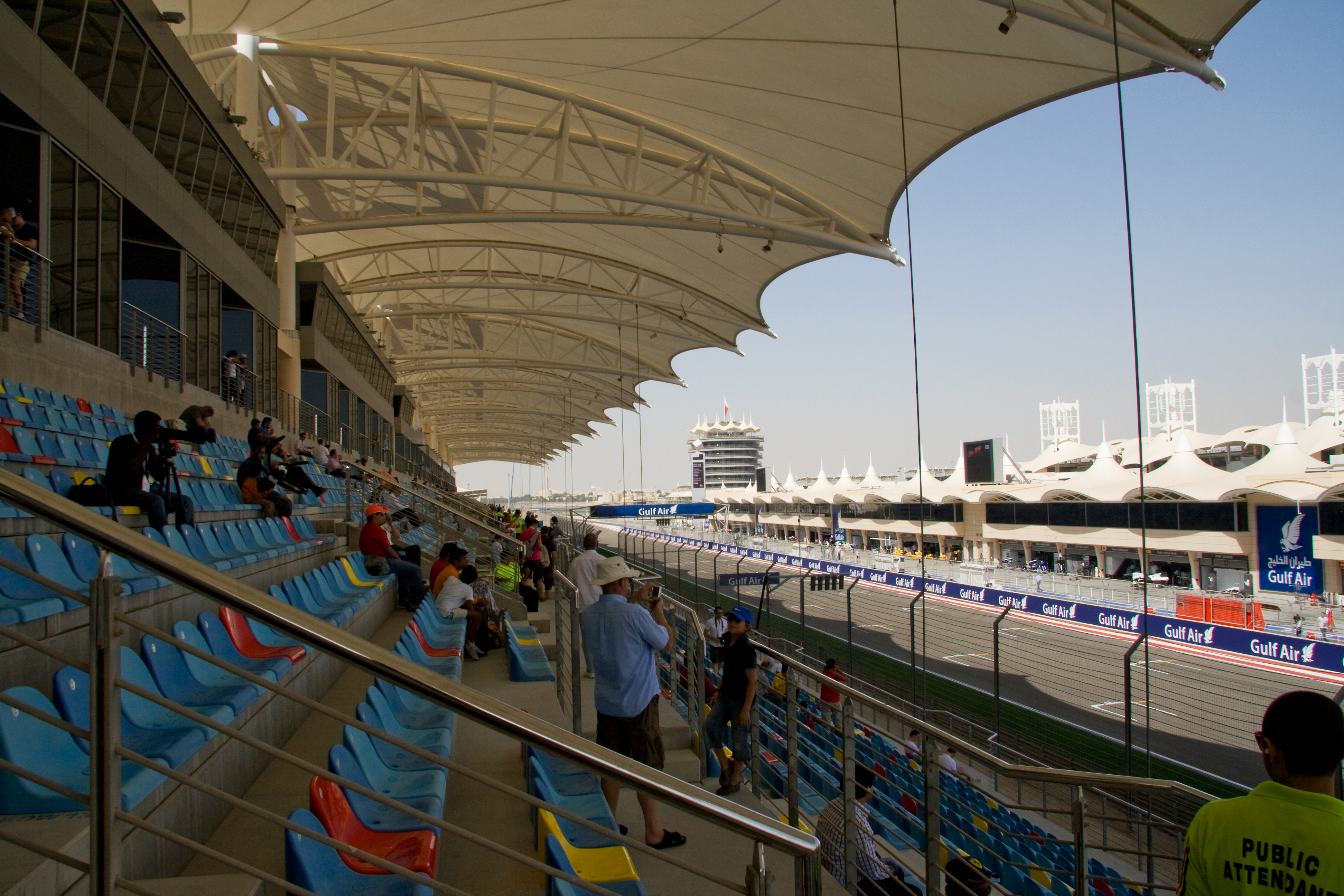
Läktare på Bahrain International Circuit.

Bahrain International Circuit är en racerbana i Sakhir i Bahrain. Här körs bland annat Bahrains Grand Prix i Formel 1.

## F1-vinnare
| Säsong | Förare                                    | Tillverkare                               |
| ------ | ----------------------------------------- | ----------------------------------------- |
| 2022   | Charles Leclerc                           | Ferrari                                   |
| 2021   | Lewis Hamilton                            | Mercedes                                  |
| 2020   | Sergio Pérez                              | Racing Point                              |
| 2020   | Lewis Hamilton                            | Mercedes                                  |
| 2019   | Lewis Hamilton                            | Mercedes                                  |
| 2018   | Sebastian Vettel                          | Ferrari                                   |
| 2017   | Sebastian Vettel                          | Ferrari                                   |
| 2016   | Nico Rosberg                              | Mercedes                                  |
| 2015   | Lewis Hamilton                            | Mercedes                                  |
| 2014   | Lewis Hamilton                            | Mercedes                                  |
| 2013   | Sebastian Vettel                          | Red Bull                                  |
| 2012   | Sebastian Vettel                          | Red Bull                                  |
| 2011   | Inställt på grund av oroligheter i landet | Inställt på grund av oroligheter i landet |
| 2010   | Fernando Alonso                           | Ferrari                                   |
| 2009   | Jenson Button                             | Brawn                                     |
| 2008   | Felipe Massa                              | Ferrari                                   |
| 2007   | Felipe Massa                              | Ferrari                                   |
| 2006   | Fernando Alonso                           | Renault                                   |
| 2005   | Fernando Alonso                           | Renault                                   |
| 2004   | Michael Schumacher                        | Ferrari                                   |

## GP2-vinnare
| Säsong | Heat 1       | Heat 2           |
| ------ | ------------ | ---------------- |
| 2007   | Luca Filippi | Nicolas Lapierre |
| 2005   | Nico Rosberg | Nico Rosberg     |

## Bankartor

Endurance Circuit. Användes i Formel 1 2010
En platt oval.
Grand Prix-banan. Användes i Formel 1 mellan 2004 och 2009, och från 2012 och framåt.
"Inner Circuit"
"Outer Circuit". Användes i Formel 1 2020 under Sakhirs Grand Prix.
"Paddock Circuit"